# Света мученица Кикилија
Света мученица Кикилија (лат. Sancta Caecilia) је ранохришћанска светитељка и мученица с почетка 3. века.
Рођена је у Риму. Родитељи су јој били познати и веома богати. Рано се заветовала Богу на доживотно девичанство. Када су је родитељи присилили на брак са незнабошцем Валеријаном, она је прве ноћи саветовала младожењи, да се крсти се и да потом живе девственим животом. Примивши веру Христову Валеријан обрати у хришћанство и свога брата Тивуртија. Обојица су, убрзо, због своје вере, осуђени на смрт. Вођени на губилиште ова два брата обратили су у хришћанство и вођу страже, Максима. Сва тројица заједно су погубљена. 
Пошто је Кикилија сахранила њихова тела заједно и сама је изведена на суд, јер је придобијала људе за Христову веру. Када је судија упитао, откуда јој толика смелост, смело је одговорила: „од чисте савести и од вере несумњиве.” После љутих мука осуђена је на посечење мачем. Џелат је три пута ударио мачем по врату, но није је могао убити, само је ранио, и из ране је текла крв, коју су верни сабирали у мараме, сунђере и судове ради лечења. Три дана после тога, мученица и девица Кикилија је издахнула. 
Ово страдање хришћана се десило око 230. године. 
Њене мошти почивају у Цркви њенога имена у Риму. 
Православна црква прославља свету Киликију заједно са Валеријаном, Тивуртијем и Максимом који су заједно пострадали 22. новембра по јулијанском календару.